# Jean Delay
Jean Paul Louis Delay (ur. 14 listopada 1907 w Bajonnie, zm. 29 maja 1987 w Paryżu) – francuski lekarz psychiatra i neurolog, pisarz, profesor psychiatrii w Szpitalu św. Anny w Paryżu, członek Akademii Francuskiej.

## Życiorys
Był synem chirurga, Maurice′a Delay. Tytuł doktora medycyny uzyskał w 1938, w 1946 otrzymał katedrę psychiatrii w Szpitalu św. Anny w Paryżu. Ojciec aktorki i pisarki Florence Delay i psychoanalityka Claude′a Delaya.  Wspólnie z Pierre'em Denikerem odkrył przeciwpsychotyczne działanie chloropromazyny i wprowadził termin neuroleptyku. W 1950 roku został pierwszym prezydentem Światowego Stowarzyszenia Psychiatrycznego, które obecnie przyznaje Nagrodę Jeana Delaya (ang. Jean Delay Prize) co trzy lata. W 1952, niezależnie od Luriego i Salzera, wspólnie z Jeanem-Francois Buissonem opublikował doniesienie o przeciwdepresyjnych właściwościach iproniazydu.

## Odznaczenia
- Komandor Orderu Legii Honorowej[3]
- Wielki Oficer Orderu Narodowego Zasługi[3]
- Komandor Orderu Sztuki i Literatury[3]
- Komandor Orderu Zdrowia Publicznego[3]

## Lista prac
- Les Astéréognosies. Masson, 1935
- J. Delay, I. Bertrand, J. Guillain. L’éléctroencéphalogramme normal et pathologique. Masson, 1939
- Les Ondes cérébrales et la psychologie. Presses universitaires de France (PUF), 1942
- Les Dissolutions de la mémoire. Presses universitaires de France, 1942
- La Cité grise. Flammarion, 1946
- Les Reposantes. Gallimard, 1947
- Hommes sans nom. Gallimard, 1948
- Études de psychologie médicale. Presses universitaires de France, 1953
- La Jeunesse d’André Gide. Gallimard, 1956-1957
- L’Électricité cérébrale. Presses universitaires de France, 1973
- Avant Mémoire, Gallimard, 1979
- L’Écarté de la grille. Gallimard, 1988